# Alexander Stolz
Alexander Stolz (Pforzheim, 13 de outubro de 1983) é um futebolista profissional alemão que atua como goleiro.

## Carreira
Alexander Stolz começou a carreira no FC Nöttingen.